# がくげい
株式会社がくげいは、大阪市北区に本社を置くデジタル教材制作会社である。

## 概要
オンライン学習の「がくげいスタディパーク」のほか、「ランドセル」「デジタルスタディ」シリーズなどのChromebook、iPad、Windows、Mac対応学習ソフトをおもに開発している。
また、「BCN AWARD」教育・学習ソフト部門にて最優秀賞を7年連続で受賞している。

## 事業内容
タブレット学習ソフトの企画・開発および販売。幼児から小・中学生・社会人を対象とした、楽しくてわかりやすいChromebook, iPad, Windows, Mac向けのデジタル学習ソフトを自社企画で制作。
iPadアプリ、androidアプリも開発。

## 沿革
- がくげいとしての学習ソフト第一弾は1989年、プログラミング学習の「ソフトでBASIC」[2](フロッピー付き書籍)にはじまる。
- 1992年 Mac版「ランドセル」発売。Appleコンピュータより、「日本ではじめてのApple用の学習ソフトですね。がんばってください。」と連絡が入る。
- 「日本地理チャレンジャーズ」が、全国図書館協議会選定コンピュータ・ソフトウェアとして認定される。
- 「スマイルタウン」発売。発売を記念して、MACWORLD Expo/San Franciscoに、独自ブースで参加。(英訳版、中国訳版作成)
- 「スマイルタウン」が、アメリカの年間ベスト教育ソフトアワード (6th Annual Best Educational Software Awards) を 受賞[3]。(for Best Software in Early Elementary)
- 「スマイルタウン」日本で発売後、ライセンス契約で、アメリカのTopics Entertainment社より販売[4]。(4年間)
- 「スマイルタウン」が、www.childrenssoftware.comにおいて、Children's Software Reviewで、4.4 Editor's Choiceを獲得(5が最高評価)
- 「スマイルタウン」台湾のサミットコンピューターテクノロジー社より発売。(4年間)
- 「ランドセル」「ちびっこくらぶ」「スマイルタウン」が、バンダイ・デジタル・エンタテイメントのApple用ゲーム機PiPPiNで発売[5]。
- 2000年、総務省大臣官房新千年紀記念行事として開かれたインパク(インターネット博覧会)に「世界と友達・おえかきエキスポ」、「明日の子どもたちへ・わくわくゲームタウン」2つのパビリオンで参加[6]。利用者によるパビリオンキャラクターの人気投票で、トヨタ、日産、シャープなど大手パビリオンをおさえ、博覧会の1位と3位を獲得。
- 大阪府へ、小学校・中学校 不登校児童支援サイトを提供。(2年間)
- Yahooきっずに、学習コーナーを提供開始[7]。きっずゲーム(春休み・夏休み・クリスマス)提供。一般向け年賀状作成コーナーを提供[8]。
- au (株式会社mediba) へ、携帯学習サイトを提供[9]。(小4～中3 / 算数・数学 2年間)
- Yahoo!学習の協力を得て、新型インフルエンザによる休校措置実施地域の小・中学生への無料学習支援を実施。[10](半年間)
- ジェイコムで、「スマイルタウン」のキャラクタ”ハムハム”を使い、「ハムハムの脳リフレッシュ」として、半年間テレビ番組を提供する。
- Apple App Storeで、タブレット向けアプリ販売開始。
- 文字認識ルーチンを開発。タッチ教科書・ドリルに搭載。
- タブレット学習ソフト「ランドセル1～6年」「中学1～3年デジタルスタディ」「きっずタイピング」「がくげいイラスト素材集」「歴史トラベラーズ」の文科省GIGAスクール(iPad、Chromebook、Windows)対応版を発売。
- アドバイスAIを開発。「ランドセル」「デジタルスタディ」に搭載。
- 経済産業省が主導するEdTechに「ランドセル 小学１年～6年」「中学1年～3年 デジタルスタディ」「きっずタイピング for School」が参加[11]。